# Edsvära distrikt
Edsvära distrikt är ett distrikt i Vara kommun och Västra Götalands län. 
Distriktet ligger sydost om Vara. 

## Tidigare administrativ tillhörighet
Distriktet inrättades 2016 och utgörs av socknen Edsvära i Vara kommun.
Området motsvarar den omfattning Edsvära församling hade vid årsskiftet 1999/2000.